# Mucuna nigricans
Mucuna nigricans là một loài thực vật có hoa trong họ Đậu. Loài này được (Lour.) Steud. miêu tả khoa học đầu tiên.